# Gottschea nuda
Gottschea nuda là một loài rêu tản trong họ Schistochilaceae. Loài này được (Horik.) Grolle & Zijlstra miêu tả khoa học lần đầu tiên năm 1984.